# Seattle Film Critics Association
La Seattle Film Critics Association ou Seattle Film Critics Awards (SFCA) est une association américaine de critiques de cinéma, basée à Seattle  (Washington),  aux États-Unis et fondée en 2002, pour disparaître en 2004.
Elle a remis pendant trois ans les Seattle Film Critics Association Awards (SFCA Awards), qui récompensaient les meilleurs films de l'année.
La Seattle Film Critics Awards (SFCA) réapparait en 2014.

## Catégories de récompense
- Meilleur film
- Meilleur réalisateur
- Meilleur acteur
- Meilleure actrice
- Meilleur acteur dans un second rôle
- Meilleure actrice dans un second rôle
- Meilleur scénario original
- Meilleur scénario adapté
- Meilleure photographie
- Meilleure musique de film
- Meilleur montage de film
- Meilleurs effets visuels
- Meilleur film en langue étrangère
- Meilleur film d'animation
- Meilleur film documentaire

- Living Treasure Award
- Special Citation